# Campeonato Mundial de Esgrima de 1974
O Campeonato Mundial de Esgrima de 1974 foi a 40ª edição do torneio organizado pela Federação Internacional de Esgrima (FIE). O evento foi realizado em Grenoble, França. 

## Resultados
Os resultados foram os seguintes. 
Masculino
| Evento             | Ouro                                                                                        | Prata                                                                                        | Bronze                                                                                                 |
| Espada individual  | Suécia · Rolf Edling                                                                        | França · Jacques Brodin                                                                      | União Soviética · Boris Lukomsky                                                                       |
| Espada por equipe  | Suécia · Rolf Edling · Hans Jacobson · Carl von Essen · Göran Flodström                     | Alemanha Ocidental · Elmar Beierstettel · Hans-Jürgen Hehn · Joachim Peter · Alexander Pusch | Hungria · Győző Kulcsár · Sándor Erdős · Pál Schmitt · Jenő Pap                                        |
| Florete individual | União Soviética · Alexandr Romankov                                                         | Itália · Carlo Montano                                                                       | França · Frédéric Pietruszka                                                                           |
| Florete por equipe | União Soviética · Alexandr Romankov · Vasili Stankovich · Vladimir Denisov · Yuri Chizh     | Polónia · Marek Dąbrowski · Lech Koziejowski · Jerzy Kaczmarek · Ziemowit Wojciechowski      | França · Christian Noël · Daniel Revenu · Bernard Talvard · Didier Flament                             |
| Sabre individual   | Itália · Mario Aldo Montano                                                                 | União Soviética · Viktor Krovopuskov                                                         | União Soviética · Viktor Sidyak                                                                        |
| Sabre por equipe   | União Soviética · Vladimir Nazlymov · Viktor Krovopuskov · Viktor Sidiak · Eduard Vinokurov | Roménia · Dan Irimiciuc · Cornel Marin · Ioan Pop · Alexandru Nilca                          | Itália · Mario Aldo Montano · Mario Tullio Montano · Tommaso Montano · Rolando Rigoli · Michele Maffei |

Feminino
| Evento             | Ouro | ' Prata                                                                                        | Bronze                                                                                      |
| Florete individual | Hungria · Ildikó Farkasinszky-Bóbis                                                                          | Hungria · Ildikó Schwarczenberger                                                              | União Soviética · Nailya Gilyazova                                                          |
| Florete por equipe | União Soviética · Olga Kniazeva · Valentina Sidorova · Nailia Guiliazova · Elena Belova · Valentina Nikonova | Hungria · Ildikó Bóbis · Ildikó Schwarczenberger · Ildikó Rejtő · Mária Szolnoki · Magda Maros | Roménia · Ana Pascu · Ecaterina Stahl · Ileana Gyulai · Suzana Ardeleanu · Magdalena Bartoș |

## Quadro de medalhas
País sede
| Ordem | País               | Medalha de ouro | Medalha de prata | Medalha de bronze |    |
| ----- | ------------------ | --------------- | ---------------- | ----------------- | -- |
| 1     | União Soviética    | 4               | 1                | 3                 | 8  |
| 2     | Suécia             | 2               |                  |                   | 2  |
| 3     | Hungria            | 1               | 2                | 1                 | 4  |
| 4     | Itália             | 1               | 1                | 1                 | 3  |
| 5     | França             |                 | 1                | 2                 | 3  |
| 6     | Roménia            |                 | 1                | 1                 | 2  |
| 7     | Polónia            |                 | 1                |                   | 1  |
|       | Alemanha Ocidental |                 | 1                |                   | 1  |
| TOTAL | TOTAL              | 8               | 8                | 8                 | 24 |